# Felisa Rincón de Gautier
Pour les articles homonymes, voir Rincón.
Felisa Rincón de Gautier (9 janvier 1897 à Ceiba - 16 septembre 1994 à San Juan) est une femme politique portoricaine, première femme élue maire d'une capitale sur le continent américain.

## Biographie
Fille d'un avocat, elle est l'aînée de huit enfants. À l'âge de 15 ans, elle quitte l'école pour s'occuper d'eux après la mort de sa mère en couches. Après sa scolarité dans des écoles publiques de San Juan, elle ouvre ensuite une boutique de vêtements dans le vieux quartier de la ville, appelée Felisa’s Style Shop.
Entrée très tôt en politique, elle se bat en faveur de programmes de protection pour les enfants, pour les personnes âges et pour les pauvres. Son activisme social lui vaut le surnom de « Doña Fela ». En 1932, elle est membre de la campagne féministe qui permet d'ouvrir le droit de vote aux femmes à Porto Rico, et devient la cinquième femme enregistrée sur les listes électorales du pays. Elle milite également pour l'indépendance de Porto Rico mais finit par accepter l'intégration du pays en tant que territoire insulaire des États-Unis.
Elle rejoint le Parti libéral portoricain, qu'elle quitte en 1938 pour fonder le Parti populaire démocrate. En 1946, elle est élue maire de San Juan, la capitale de Porto Rico, devenant la première femme à être élue maire d'une capitale sur le continent américain. Elle reste maire pendant 22 ans jusqu'en 1968. Lors des élections en 1964, elle déclare qu'il s'agira de son dernier mandat, souhaitant « prendre les rênes de sa propre vie ». Très investie sur les sujets sociaux, elle fait notamment rénover les routes, les parcs et les écoles maternelles de la ville. Pour que les enfants pauvres puissent découvrir la neige, elle en fait importer des États-Unis et créé le Festival de la neige, qui se tient chaque 5 janvier dans le parc Luis Muñoz Rivera.
Après avoir quitté son poste de maire, elle continue toutefois de s'intéresser aux affaires politiques. À l'âge de 95 ans, elle est la plus vieille déléguée présente à la Convention démocrate annuelle, qui se déroule à New York.
Elle meurt d'une crise cardiaque le 16 septembre 1994 à l'âge de 97 ans dans une maison de retraite et est enterrée au cimetière Barrio Monacillos de Río Piedras, à San Juan.

## Sources
1. 1 2 3 4 5 6 7  (en) Eric Pace, « Felisa Rincon de Gautier, 97, Mayor of San Juan », The New York Times,‎ 19 septembre 1994 (lire en ligne, consulté le 6 novembre 2018)
2. 1 2 3 4 5 6  (en) « Felisa Rincón de Gautier », sur Encyclopedia Britannica
3. 1 2 3 4 5 6  « Fundación Felisa Rincón de Gautier Casa Museo San Juan Puerto Rico », sur www.museofelisarincon.com (consulté le 6 novembre 2018)
4. 1 2 3 4  (es) « La alcaldesa que trajo la nieve », sur El Nuevo Dia (consulté le 6 novembre 2018)